# A Resistance
A Resistance (Originaltitel: Hanggeo: Yu Gwan-sun Iyagi ‚Widerstand: Die Geschichte von Yu Gwan-sun‘) ist ein südkoreanischer Film von Joe Min-ho aus dem Jahr 2019. Er handelt von dem Leben der koreanischen Unabhängigkeitsaktivistin Yu Gwan-sun im Seodaemun-Gefängnis der japanischen Militärpolizei. Verkörpert wird Yu von Ko Ah-sung in der Hauptrolle.

## Handlung
1919 als Korea von Japan besetzt ist, wird Yu Gwan-sun wird in das Seodaemun-Gefängnis inhaftiert, nachdem es zu Unabhängigkeitsdemonstration der Bewegung des ersten Märzes kam. Die Schülerin Yu Gwan-sun organisierte in der Folge Demonstrationen in ihrer Heimatstadt und umliegenden Städten. Dabei werden ihre Eltern von japanischen Soldaten erschossen. Ihr Bruder und sie kommen ins Gefängnis. Da sie gegenüber den japanischen Behörden nicht nachgibt, bekommt sie eine relativ lange Haftstrafe.
Im Gefängnis wird sie in eine kleine Zelle mit vielen weiteren Frauen gesteckt. Es ist gerade genug Platz zum Stehen. Die anderen Zelleninsassinnen haben ebenfalls an den Demonstrationen teilgenommen. Eine Frau ist aus ihrem Heimatdorf und wurde eingesperrt, als sie von der japanischen Polizei verlangte, ihren Sohn wieder ins Leben zu bringen. Sie gibt die Schuld für ihren Verlust. Andere Insassinnen verteidigen sie jedoch. Sie freundet sich mit ihnen an. Als die Frauen anfangen zu singen, versucht die Wärterin dies zu unterbinden. Doch sie hören nicht auf. So schreiten die Wächter ein und holen alle aus ihren Zellen.
Bald versuchen die Wärter, die älteren Damen, die meist sitzen, mit zusätzlichem Essen zu bestechen, um herauszufinden, wer Unruhe stiftet. Eine schwangere Frau verweist auf Yu Gwan-sun. Diese wird daraufhin verhört und gefoltert. Die Frauen halten nun noch stärker zusammen. Yu versucht für den Jahrestag des 1. März einen Protest zu organisieren, allerdings wird ihnen nie das Datum mitgeteilt. Doch nach einiger Zeit kann sie es herausfinden. In ihrer Zelle ruft sie: Daehan Dongnip Manse (‚Lang lebe Koreas Unabhängigkeit‘). Ihre Zellgenossinnen sowie die Insassen der anderen Zellen folgen ihrem Beispiel. Das Spektakel kann man noch vor dem Gefängnis hören, so dass sich weitere Leute den Rufen anschließen.
Yu Gwan-sun wird mehr gefoltert, alle anderen entlassen. Man will stärker auf Koreaner zugehen, um weitere Aufstände zu verhindern. Yu stirbt im Gefängnis zwei Tage vor ihrer Entlassung.

## Rezeption
A Resistance startete am 27. Februar 2019 in den südkoreanischen Kinos und erreichte bis zum 4. April mehr als 1,1 Millionen Besucher.
Yoon Min-sik von der Korea Herald bewertet den Film negativ. Er nennt die Handlung uninspirierend und die Geschichte von Yu Gwan-sun so zu verunstalten sei unverzeihlich. Der Film habe die Chance nicht genutzt, ein inspirierendes Drama mit feministischem Kern zu werden. Der Film sei zu direkt, die Dialoge unnatürlich. Obwohl einige der Gefängnisinsassinnen wie Yu wichtig Rollen im Widerstand spielten, werden die Figuren nicht genutzt und verblassen im Hintergrund. Außerdem sehe man Yu kaum an, dass sie gefoltert wurde. Einzig positiv seien die schauspielerischen Leistungen und die generelle Aufmerksamkeit, die die historischen Persönlichkeiten durch den Kinostart erhalten.